# Metralladora pesant Tipus 92
La Tipus 92, del japonès 九二式重機関銃 Kyūni-shiki jū-kikanjū, fou una metralladora pesant de l'Imperi del Japó que usava cartutxos 7,7×58 mm Arisaka.
Dissenyada per Kijiro Nambu l'any 1932, millorant la metralladora pesant Tipus 3, les primeres Tipus 92 es van començar a entregar a l'Exèrcit Imperial Japonès l'any 1933. La fabricació es va encarregar a l'arsenal estatal de Kokura, que en subcontractaria la producció a l'empresa Tokyo Gasu Denki. L'any 1939 aquesta companyia seria adquirida per Hitachi, que les continuaria fabricant fins a l'any 1945, arribant a una producció total d'unes 37.000 unitats.
La Tipus 92, refrigerada per aire i alimentada amb pintes metàl·liques de 30 cartutxos lubrificats, fou l'arma estàndard de l'exèrcit japonès durant la Segona Guerra Mundial i va resultar ser robusta i efectiva. Tot i això, la producció no va arribar mai a ser suficient com per substituir la Tipus 3, que feia servir una munició diferent, sovint causant problemes logístics.

## Desenvolupament
Després del període aïllacionista, l'Imperi Japonès va començar una ràpida industrialització a finals del segle xix. Rebent assessorament de les potències europees, el Japó també va començar a modernitzar les seves forces armades. A començaments del segle XX van aparèixer les metralladores, però encara eren un invent recent i els assessors europeus encara no en copsaven la seva importància tàctica, assumint que simplement eren armes defensives contra assalts en massa.
Els japonesos de seguida van adonar-se també del seu potencial ofensiu i van començar a fabricar sota llicència la metralladora Hotchkiss model 1897. Tot i que la majoria d'assessors del Japó eren alemanys, és possible que decidissin decantar-se per un model francès a causa de la refrigeració per aire. La variant japonesa feia servir cartutxos 6,5×50 mm Arisaka i, en comptes dels cinc anells de refrigeració de l'original francesa, aquesta en tenia set. Durant la Guerra russojaponesa les metralladores s'usarien per primer cop en una guerra no colonial. Al Setge de Port Arthur tres divisions, amb 25 metralladores cadascuna, atacarien les fortificacions russes. Amassant les metralladores i disparant directament contra les defenses, van resultar un suport crucial per la victòria japonesa.
El 1914, el coronel Kijiro Nambu va millorar la ja obsoleta Hotchkiss model 1897, però mantenint el cartutx 6,5×50 mm Arisaka. La nova metralladora es va denominar Tipus 3 i bàsicament incorporava nous mecanismes de bloqueig, ejecció i lubrificació, a més a més d'un redisseny de la base i del canó.
Poc després de l'inici de la Segona Guerra sinojaponesa es va fer evident que el cartutx de 6,5x50 mm tenia un abast, penetració i poder de parada insuficient. Fins i tot millorant la bala i el propel·lent, el cartutx era deficient en els combats a les planes de Manxúria i la Xina. Per això es va començar el desenvolupament d'un cartutx nou, de calibre 7,7 mm, juntament amb la introducció de noves metralladores i fusells que el poguessin fer servir. Tot i això, les armes del calibre 6,5 mm es continuarien emprant durant tota la Segona Guerra Mundial, sovint causant problemes de subministrament.

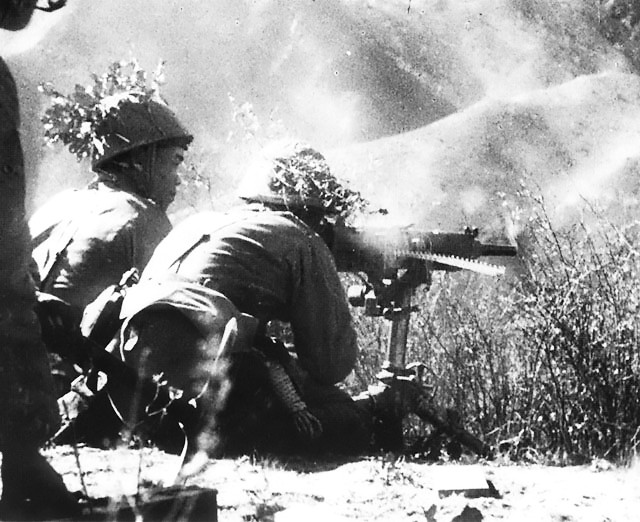
Soldats japonesos servint una Tipus 92 durant l'Operació Ichi-Go el 1944.

Abans del conflicte, Nambu ja va començar a millorar la Tipus 3, preveient l'ús d'un cartutx semblant al britànic .303 (de 7,7 mm de calibre). A més a més del canvi de cartutx, Nambu també va redissenyar el mecanisme del disparador, l'empunyadura, i la mira, que es podia ajustar segons l'elevació i el vent. El disseny final es va acabar el 1932, i aquell mateix any va ser acceptat oficialment per l'exèrcit japonès, denominant-se Tipus 92 (pels dos darrers nombres de l'any del calendari japonès, el 2592, 1932 del calendari gregorià).

## Producció
La fabricació de la Tipus 92 es va encarregar a l'arsenal de Kokura. Aquest arsenal subcontractaria la producció a la companyia privada Tokyo Gasu Denki (Companyia de Gas i Electricitat de Tòquio). L'any 1939 aquesta empresa seria adquirida per Hitachi, i seria la seva divisió armamentística (Hitachi Heiki) la que continuaria produint-la.
Les primeres armes es començarien a entregar l'any 1933, un any després de ser acceptada oficialment. La fabricació era relativament lenta, especialment a l'inici, però l'alta qualitat es va mantenir durant tots els anys en què es va fabricar. No obstant això, l'acer usat tendia a ser tou i el tractament tèrmic solia ser un trempat simple. A la següent taula se'n presenta la producció anual:
| Any                 | 1933 | 1934 | 1935 | 1936 | 1937  | 1938  | 1939  | 1940  | 1941  | 1942  | 1943   | 1944  | 1945  |
| ------------------- | ---- | ---- | ---- | ---- | ----- | ----- | ----- | ----- | ----- | ----- | ------ | ----- | ----- |
| Quantitat (unitats) | 816  | 157  | 814  | 503  | 1.418 | 2.054 | 2.695 | 4.036 | 1.550 | 7.650 | 11.600 | 2.712 | 1.340 |

## Característiques

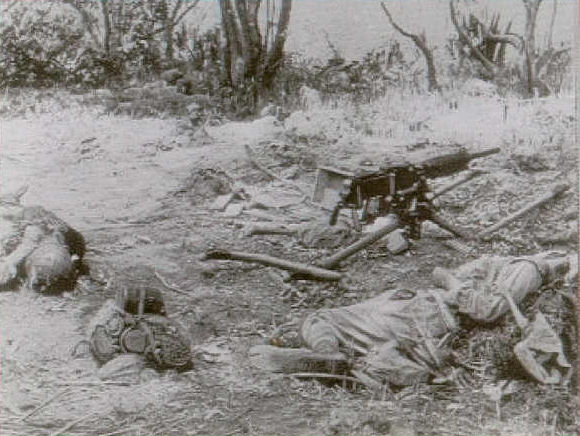
Servidors d'una Tipus 92 morts durant la Battle d'Enogai, l'any 1943.

La Tipus 92 tenia un llarg canó de 721 mm amb 25 grans anells de refrigeració al voltant. Això, juntament amb la baixa cadència de foc i les pintes de només 30 cartutxos, feia que la vida del canó fos molt llarga, ja que rarament se sobreescalfava. La munició emprada era de calibre 7,7mm i podia ser de bola semi-ratllada, traçadora, perforant o incendiària. Aquests cartutxos eren alimentats per una obertura, que s'obria quan s'amartellava l'arma, que tenia un dipòsit d'oli i un respall per lubrificar la munició entrant. L'obertura d'ejecció dels cartutxos també es tancava, s'obria quan s'amartellava l'arma, prevenint que s'embrutís el mecanisme en combat. El trípode pesava 41 kg i es podia elevar amb una rodeta frontal.
Quan es disparava, l'assistent del tirador havia d'aguantar les pintes de munició durant els primers trets perquè sinó el pes del carregador feia que es doblegués, fent que disparés més lentament i fent un soroll molt característic. Per aquest motiu, sovint les tropes aliades l'anomenaven Woodpecker, picot en català.
A més a més, la Tipus 92 solia anar acompanyada de diversos accessoris: equipament antiaeri, tres mires telescòpiques diferents, un brocal apagaflames, eines i parts de recanvi, mànecs per reposicionar l'arma ràpidament i una funda per l'arma.